# Lambahnjúkur
Lambahnjúkur är en bergstopp i republiken Island. Den ligger i regionen Norðurland vestra, 240 km nordost om huvudstaden Reykjavík. Toppen på Lambahnjúkur är 1 006 meter över havet.
Runt Lambahnjúkur är det mycket glesbefolkat, med 3 invånare per kvadratkilometer. Närmaste större samhälle är Hofsós, omkring 20 kilometer väster om Lambahnjúkur. Trakten runt Lambahnjúkur består i huvudsak av gräsmarker.